# Шевченко Микола Іванович
Мико́ла Іва́нович Шевче́нко (1956—1985) — рядовий РА, учасник війни в Афганістані.

## Життєпис
Народився 1956 року в селі Дмитрівка Великописарівського району Сумської області в селянській родині. Закінчив 8 класів ЗОШ села Братениця, професійно-технічне училище № 35 в смт Хотінь Сумського району; здобув спеціальність «тракторист-машиніст» і пройшов курси водіїв при ДТСААФ в смт Велика Писарівка. Працював трактористом в дмитрівському колгоспі ім. Леніна.
Протягом листопада 1974 — листопада 1976 років проходив строкову службу в ЗС СРСР — водій у артилерійському полку (військова частина польова пошта 47573; місто Олімпішесдорф, Німецька Демократична Республіка; група радянських військ в Німеччині), єфрейтор.
Демобілізувавщись 1977 року працював водієм ділянки ремонту та будівництва жител в місті Грайворон Бєлгородської області, пресувальником філії Харківського релейного заводу (село Богодухівського району), по тому — водієм спеціального будівельного управління № 30 тресту «Київміськбуд-1».
В січні 1981 року направлений для роботи наймом в радянські війська у Республіці Афганістан. Працював водієм і продавцем автолавки військторгу 5-ї гвардійської мотострілецької дивізії (в.ч. п.п. 51852; місто Шинданд, провінція Герат). Неодноразово здійснював автомобільні рейси з доставки промислових та продовольчих товарів у військові частини та військові містечка по Афганістану — як то Кандагар, Шинданд, Герат й інші.
10 вересня 1982 року поблизу міста Герат потрапив в полон.
В серпні 1983-го американська журналістка Людмила Торн та група австралійських тележурналістів відвідали військовополонених при базі підготовки моджахедів Бадабер (Хайбер-Пахтунхва; Пакистан), де зустрілися з трьома радянськими військовополоненими — серед них був і Микола Шевченко. Журналістка робила спроби звільнити радянських солдатів з полону, але без успіху.
26 квітня 1985 року о 9-й вечора радянськими військовополоненими в таборі Бадабер було піднято повстання. Група радянських військовополонених (від 10 до 20 осіб) під час п'ятничного намазу обеззброїла охоронців й захопила склад набоїв. За свідченнями колишнього радянського військовополоненого Носержона Рустамова керівником повстання був Микола Шевченко (отримав в полоні ім'я Абдурахмон).
Розмістивщись на даху складу, повсталі висунули вимогу до Бурхануддіна Раббані — запросити представників влади Пакистану, посольства СРСР і товариства Червоного хреста. Табір в потрійне кільце оточили моджахеди, в тому числі полк Халід-ібн-Валіда, і солдатів регулярної армії. Бій тривав до ранку 27 квітня. Вранці Раббані вчергове раз зажадав здатися на що отримав відмову. За якийсь час артилерійські склади, де знаходилися військовополонені, було підірвано. За однією версією — склади вибухнули після потрапляння в них гранати, випущеної одним з моджахедів; за іншою — вибух стався після артилерійського пострілу з гармати. Згідно третьої версії повсталі, усвідомлюючи безвихідь становища, самі підірвали склади з набоями.
Внаслідок вибуху загинуло близько двадцяти радянських військовополонених, до 100 моджахедів, 90 військовиків пакистанської армії, 13 представників пакистанської влади, 6 американських інструкторів; знищено велику кількість важкої бойової техніки, зброї й набоїв.
Під час вибуху Микола Шевченко загинув. За деякими відомостями, похований в безіменній братській могилі під Пешаваром.

## Нагороди та вшанування
- Указом Президента України № 53/2020 від 14 лютого 2020 року за «особисту мужність і самовіддані дії, виявлені у захисті державного суверенітету та територіальної цілісності України» нагороджений орденом За заслуги III ступеня (посмертно)[1]